# 王敏川
王敏川（1889年3月22日—1942年9月2日），有時單用「錫」作為筆名。彰化人，是為台灣文化協會末代委員長。

## 生平
1919年自公學校畢業後，任教於彰化公學校。1919年入早稻田大學，接觸社會主義，並先後加入「啟發會」與「新民會」。1920年擔任《台灣青年》的編輯工作，並加入「台灣文化協會」。1922年回台，繼續擔任《台灣青年》的記者，積極投入知識啟蒙的工作。1923年因「治警事件」遭到逮捕，無罪開釋後，放棄台日合作的想法。1926年在台灣文化協會的分裂上扮演主導角色，成為新文協的實際領導角色。1928年發行《大眾時報》，是為新文協機關報，並擔任編輯部主任，但最後因總督府的刻意阻撓下被迫停刊。5月因「台南墓地事件」入獄，1929年出獄，此時文協發生分裂，台共分子主張解散文協，王敏川獨排眾議，堅持文協應作為「小市民的大眾團體」而繼續存在。1931年1月5日左派掌握台灣文化協會後，於第四次代表大會中被選為中央委員長兼財務部長，並且支持工農運動與台灣共產黨，同年因參與簡吉發起的「台灣赤色救援會」，遭到檢舉而再度被補入獄，被判處4年有期徒刑，外加判決前留置的2年，直至1938年被釋放。1942年逝世。戰後曾被國民黨政府列為“抗日英雄”而入忠烈祠，但1958年9月3日其在忠烈祠牌位遭撤除，當時國民黨給的理由是“故台共匪幹”。但其實王敏川本身並未曾加入台灣共產黨。2010年3月7日總統馬英九探望遺族，2010年3月29日王敏川將重新供奉於彰化縣忠烈祠。